# 연발총

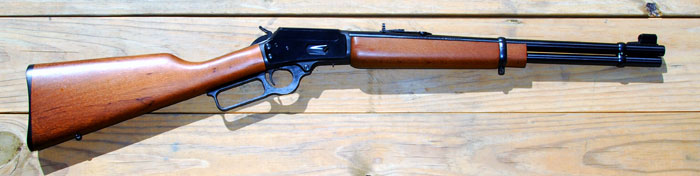

연발총(repeater) 또는 연발소총(repeating rifle)은 단일총신 소총으로서, 다수의 탄약을 클립이나 탄창의 형태로 총기 내부에 수납하고, 발사 직후 수동 또는 자동으로 차탄을 장전시킬 수 있는 소총이다. 리볼버나 레버액션, 볼트액션, 펌프액션같은 기계장치로 수동 장전을 하는 것도 연발총이고, 반동이나 블로우백을 이용한 반자동소총도 연발총의 일종이다. 다만 일반적으로 연발총이라고 하면 수동 연발총을 말한다.
연발총은 후장식 단발총이 진보한 것으로서, 단발총에 비해 같은 시간 동안 월등히 더 높은 화력을 투사할 수 있다. 연발총은 1860년대 미국 내전 때 널리 사용되기 시작했다. 제식무기로 사용된 연발공기총은 지란도니 공기총이 최초였다.